# Grzegorz Łaguna
Grzegorz Łaguna (ur. 6 października 1987 w Olsztynie) – polski dziennikarz, publicysta i prezenter telewizyjny.

## Życiorys
Absolwent studiów dziennikarskich na Uniwersytecie Warszawskim (2011). Autor programu Debata Grzegorza Łaguny na antenie Telewizji Superstacja, gdzie prowadził pasma informacyjne i publicystyczne (m.in. programy Raport, Bez Ograniczeń, Informacje Dnia i Finał Dnia. Wcześniej także Rozmowa Dnia).
Pracował m.in. w Życiu Warszawy, TVP Olsztyn, TVN Warszawa, Meloradiu i Radiu WaMa. Był gospodarzem wieczorów wyborczych w Superstacji podczas referendum ogólnokrajowego i wyborów parlamentarnych w 2015 roku. Od 2018 roku stały współpracownik Wirtualnej Polski i komentator Polskiego Radia 24. 
W 2019 roku odszedł z Superstacji. Niedługo później pojawił się na antenie Polsat News i zadebiutował w studiu Polsatu, komentując wydarzenia polityczne oraz społeczne z kraju i zagranicy. W 2021 roku zakończył pracę w telewizji, a 1 września tego samego roku został rzecznikiem prasowym Kulczyk Foundation.
W 2023 roku przeszedł z Kulczyk Foundation do Polenergii S.A., obejmując funkcję dyrektora ds. komunikacji i rzecznika prasowego. W 2024 roku, decyzją zarządu Polenergii, został powołany na stanowisko dyrektora ds. komunikacji całej grupy kapitałowej. W 2025 roku przeszedł z Polenergii do Grupy Tauron, obejmując funkcję rzecznika prasowego oraz szefa biura prasowego całej grupy.